# Šajenski jezik
Cheyenne jezik (ISO 639-3: chy), jezik Šajen Indijanaca s prerija Sjeverne Amerike. U novije vrijeme ga govori oko 1720 ljudi (1990 popis) na rezervatu Northern Cheyenne u Montani (Sjeverni Šajeni) i u Oklahomi (Južni Šajeni). Etnička populacija iznosi 2 320 (2000 popis).
Klasificira se prerijskoj podskupini algonkijskih jezika u koju još spadaju arapaho [arp], gros ventre [ats], nawathinehena [nwa] i blackfoot [bla].

## Vanjske poveznice
- wikipedija na šajenskom jeziku
- Ethnologue (14th)
- Ethnologue (15th)